# یوزف کرونر
یوزف کرونر (انگلیسی: Jozef Kroner; ۲۰ مارس ۱۹۲۴ – ۱۲ مارس ۱۹۹۸) یک هنرپیشه اهل کشور اسلواکی بود. برادر او لودویت کرونر، دختر زوزانا کرونرووا و همسر «ترزیا هوربانووا کرونروا» نیز بازیگر بودند. او در فیلم برنده اسکار فروشگاه در خیابان اصلی و بیش از ۵۰ فیلم اسلواکی دیگر و همچنین در چندین محصول چک، بلغارستان و مجارستان بازی کرد. او هرگز در رشته بازیگری تحصیل نکرد. کار او در گروه‌های تئاتر آماتور آغاز شد.
از فیلم‌ها یا برنامه‌های تلویزیونی که وی در آن نقش داشته‌است می‌توان به فروشگاه در خیابان اصلی، راه دیگر، و مردی که دروغ می‌گوید اشاره کرد.